# (4609) Pizarro
(4609) Pizarro ist ein Asteroid des Hauptgürtels, der am 13. Februar 1988 vom belgischen Astronomen Eric Walter Elst am La-Silla-Observatorium in Chile entdeckt wurde.
Benannt wurde der Asteroid nach dem chilenischen Astronomen Guido Pizarro und dessen Bruder Oscar, die beide am La-Silla-Observatorium mit dem Entdecker zusammenarbeiten.